# Dyschirus frigidus
Dyschirus frigidus är en skalbaggsart som beskrevs av Mannerheim. Dyschirus frigidus ingår i släktet Dyschirus och familjen jordlöpare. Inga underarter finns listade i Catalogue of Life.